# Georges Konrath
Pour les articles homonymes, voir Konrath.
Georges Konrath est un arbitre international français de football né le 15 février 1937 à Schwindratzheim (Bas-Rhin). 
Il a été arbitre de la Ligue d'Alsace, arbitre interrégional en 1970, arbitre fédéral en 1972 et international en 1975. Il a arbitré les finales de Coupe de France de football de 1977, 1980 et 1981, ainsi que de nombreux matches internationaux dont la finale de la coupe d'Europe des clubs champions 1981-1982.